# Ain-Ervin Mere
Ain-Ervin Mere (ou Ervin Martson ; 22 février 1903 à Vändra – 5 avril 1969) était un militaire estonien. Au cours de la Seconde Guerre mondiale, il est Obersturmbannführer (lieutenant-colonel) dans la Waffen-SS puis dirige la Police de Sécurité, Sicherheitspolizei estonienne, à la suite de sa création en 1942.
Selon les archives du KGB, il était en 1940-1941 un agent du NKVD connu sous le nom de code « Müller »,. En juillet 1941, il déserte l'Armée rouge et retourne en Estonie. Il participe à l'extermination des Juifs en Estonie.
Le 5 février 1945, à Berlin, il fonde l'Eesti Vabadusliit (groupe anti-communiste) en collaboration avec le SS-Obersturmbannführer Harald Riipalu.
En mars 1961, les Soviétiques le jugent pour son implication dans l'assassinat des juifs estoniens et des opposants au nazisme. Il est condamné à la peine capitale. La Grande-Bretagne où il vit décide de ne pas l'extrader, en invoquant un manque de preuves. Il décède en 1969 à l'âge de 66 ans à Leicester, en Angleterre.